# Негли, Джеймс Скотт
Джеймс Скотт Не́гли (англ. James Scott Negley; 1826 — 1901) — американский политический и военный деятель; генерал-майор Союза во время Гражданской войны в США.

## Биография
Родился 26 декабря 1826 года в Негли родился в Питтсбурге, штат Пенсильвания, в семье Jacob Negley и Mary Ann Scott. Его тетя Сара была замужем за Томасом Меллоном — основателем банка Mellon Bank. 
Джеймс учился в государственных школах, после чего окончил Западный университет Пенсильвании (англ. Western University of Pennsylvania, ныне — Питтсбургский университет). Участвовал в Американо-мексиканской войне в качестве добровольца 1st Pennsylvania Volunteers. После войны стал фермером, также занялся садоводством.
Был также участником Гражданской войны в США. 19 апреля 1861 года был назначен бригадным генералом милиции штата Пенсильвания. Создал бригаду добровольцев и служил под командованием Роберта Паттерсона в долине Шенандоа. Назначение Негли на пост генерал-майора истек 20 июля, но он продолжал находиться в звании бригадного генерала волонтеров. В октябре 1861 года был назначен командиром 7-й бригады Department of the Ohio. Участвовал в экспедиции на Чаттанугу и битве при Чаттануге. Поход оказался удачным для Армии Союза.
29 ноября 1862 года Негли был назначен генерал-майором и принял командование 8-й дивизией Армии Огайо (англ. Army of the Ohio). Его дивизия вместе с дивизией под командованием генерала Джорджа Томаса в составе XIV-го корпуса Армии Союза участвовала в сражении при Стоун-Ривер, где Джеймс Негли сыграл важную роль в победе Союза. Затем участвовал в Туллахомской кампании и битве при Чикамоге, где после разгрома Армии Союза, он был обвинён в этом поражении, освобождён от командования, но впоследствии был оправдан. Когда Улисс Грант в 1864 году стал генерал-аншефом, он снова пригласил Джеймса Негли в свою команду. Но в январе 1865 года Негли окончательно ушёл в отставку с военной службы.
После войны, в 1868 году, был избран от республиканцев в Конгрессе Соединенных Штатов, где работал с 1869 по 1875 годы. В 1877 году, во время железнодорожных беспорядков в Питтсбурге, Негли служил командиром ополчения, поддерживающего порядок в городе.В 1874—1878 и 1882—1888 годах он входил в состав Совета управляющих Национального дома для солдат-добровольцев с ограниченными возможностями (англ. National Home for Disabled Volunteer Soldiers). В 1884 году снова был избран в Конгресс и работал там с 1885 по 1887 годы. Уйдя из политики, занимался делами в железнодорожной отрасли. В 1897 году как ветеран войн от Пенсильвании, был удостоен ордена Military Order of Foreign Wars.
Умер 7 августа 1901 года в городе Плейнфилд, штат Нью-Джерси. Похоронен на кладбище Allegheny Cemetery в Питтсбурге.
Форт Негли, построенный в городе Нэшвилл, штат Теннесси, в 1862 году, был назван в его честь. Этот форт стал самым большим каменным фортом, построенным во время Гражданской войны.

## Семья
Джеймс Скотт Негли был дважды женат:
- Kate Losey Negley (1831—1867)
- Grace Ashton Negley (1849—1927)

Его дети:
- James Scott Negley (1854—1889)
- George Negley (1856—1870)
- Grace Negley Farson (1871—1950)
- Edith Negley (1872—1968)
- Mabel Negley (1877—1963)